# СМЗ-НАМИ-086 «Спутник»
СМЗ-НАМИ-086 «Спутник» — советский опытный микролитражный легковой автомобиль (мотоколяска), построенный в 1962 году. Серийно не производился.
Автомобиль был создан в инициативном порядке группой сотрудников НАМИ под руководством Б. М. Фиттермана (конструктор — В. А. Миронов, дизайнеры — Э. Р. Молчанов и В. Ростков) в сотрудничестве с коллективом Серпуховского мотоциклетного завода (В. Кутнов, Р. Немцов, А. Петрунин, В. Котов и другие). Опытный экземпляр был построен в 1962 году.
Выпуск планировалось развернуть на СМЗ, который в те годы расширял производство и желал бы наряду с выпуском мотоциклов и мотоколясок С1Л иметь в производственной программе нечто более «серьёзное». Основным потребителем самого маленького советского автомобиля его создателям виделись инвалиды, но подчёркивалась и возможность продажи «Спутника» в личное пользование. Управление опытного экземпляра автомобиля было ручным, но был разработан и вариант со стандартной схемой органов управления.

## Описание
Для автомобиля в НАМИ был разработан 500-кубовый, четырёхтактный — что составляло выгодное отличие не только от серийных мотоколясок СМЗ, но и от многих западных аналогов с двухтактными моторами — рядный двухцилиндровый двигатель (497 см³, 15 л. с. при 4000 об/ мин) — конструктивно это была «половинка» от V-образной «четвёрки» «Запорожца» ЗАЗ-965, во многом аналогичная позднейшему серийному стационарному двигателю УД-25.
В трансмиссия с электромагнитным сцеплением крутящий момент передаётся не за счёт трения, а силами магнитного притяжения частиц ферронаполнителя, расположенного между ведущими и ведомыми дисками. Привод сцепления был автоматизирован, так что водителю оставалось только переключать передачи. Коробка передач была традиционной конструкции, четырёхступенчатая.
Подвеска всех колёс была независимой, торсионной: передняя — с двойными поперечными рычагами на двух продольных торсионных валах, задняя — на поперечных торсионах с продольно расположенными рычагами, похожая на впоследствии применённую на С3Д. В рулевом управлении впервые в практике советской автомобильной промышленности была внедрена безопасная рулевая колонка с карданным шарниром на рулевом вале. Автомобиль имел автономный отопитель с обдувом лобового стекла.
Между тем, ко времени создания прототипа «Спутника» на СМЗ уже было развёрнуто производство мотоколяски С3А, сравнительно с ним примитивной и неказистой. В те годы СМЗ не располагал серьёзным штамповочным оборудованием, необходимым для производства кузовов сложной формы — практически все кузовные панели мотоколясок выполнялись вручную на гибочных и зиговочных машинах, так что перестройка производства под намного более совершенный СМЗ-НАМИ-086 была бы достаточно сложным и дорогим мероприятием, связанным с полной реконструкцией завода. Поэтому в конечном итоге «Спутник» так и остался опытным образцом. Впоследствии на СМЗ с участием НАМИ была спроектирована и мотоколяска С3Д (в серии с 1970 года), уже более близкая к полноценному автомобилю, но также весьма примитивная, с угловатым кузовом и двухтактным двигателем.
Электромагнитное сцепление было внедрено на инвалидной модификации «Запорожца» ЗАЗ-966, однако показало невысокую долговечность (ферромагнитный порошок редко выхаживал даже паспортные 30 тыс. км, намагничиваясь и теряя свои свойства), кроме того из-за повышенного момента инерции якоря не обеспечивалось быстрое переключение передач, необходимое для интенсивного разгона автомобиля, а синхронизаторы коробки передач существенно перегружались и сильнее изнашивались. Впоследствии, уже на моделях на базе ЗАЗ-968, оно было заменено электропневматической системой, похожей на западногерманский Saxomat.
Тем же коллективом сотрудников НАМИ впоследствии был спроектирован спортивный автомобиль «КД» («Спорт-900») со стеклопластиковым кузовом на трубчатой пространственной раме. Он базировался на агрегатах «Запорожца» и был выпущен малой серией — по разным данным 5 или 6 экземпляров — с 1963 по 1969 год на Московском кузовном заводе.